# Tempête tropicale Gamma (2005)
Pour les articles homonymes, voir Cyclone tropical Gamma.
La tempête tropicale Gamma fut la 25e tempête nommée dans le bassin de l'océan Atlantique. C'est la première utilisation du nom Gamma pour une tempête tropicale dans l'Atlantique. En 2005, c'est le troisième cyclone nommé par une lettre grecque.

## Chronologie

### Dépression tropicale Twenty-Seven
Le 13 novembre 2005, une onde tropicale s'est organisée en une dépression tropicale en traversant les petites Antilles. Le NHC avait alors prévu que la Dépression tropicale Twenty-Seven s'intensifierait en forte tempête tropicale ou même en ouragan en traversant la mer des Caraïbes. Toutefois, le 14 novembre, une perturbation non-tropicale passant au sud-ouest des Caraïbes a produit un cisaillement des vents suffisamment important pour que la circulation cyclonique cesse. Le NHC a conséquemment cessé de publier des avertissements.

### Tempête tropicale Gamma
Pendant que les restes de la dépression tropicale 27 se déplaçaient vers l'ouest, le système perturbé du sud-ouest des Caraïbes s'est déplacé au-dessus du Nicaragua puis s'est dissipé, réduisant le cisaillement sur la mer des Caraïbes. Le 18 novembre, lorsque les restes de TD-27 ont approché le Honduras, il y a eu fusion des deux systèmes. TD-27 a rapidement repris les caractères d'un système tropical, sous forme de tempête tropicale, qu'on nomma Gamma (γ).
Le cyclone, bloqué par un creux dépressionnaire au-dessus du Golfe du Mexique, fit du sur-place, sans jamais toucher terre. Gamma conserva son intensité pour une journée, puis s'affaiblit en dépression tropicale, étant progressivement absorbé dans le creux. Le 20 novembre 2005, le cisaillement a provoqué la dissipation de Gamma et les avertissements ont été retirés.

## Bilan

### Petites Antilles
À Saint-Vincent-et-les-Grenadines, deux personnes ont été tuées dans des glissements de terrain sur l'île de Bequia par la dépression tropicale qui passait dans la région. On rapporte également que sept maisons ont été détruites.
Ailleurs, on n'a rapporté aucun dégât particulier.

### Honduras
Peu de préparatifs ont été faits par les autorités honduriennes, étant donné que le NHC prévoyait que Gamma ne toucherait pas terre.
Gamma étant près des côtes, pendant plus de 36 heures, des précipitations abondantes et constantes ont causé des inondations, forçant plus de 23 000 personnes à abandonner leurs résidences.
Lorsque la tempête s'est éloignée, les autorités, avec leurs hélicoptères, ont parcouru les zones sinistrées à la recherche d'individus et de familles piégées par les eaux. Les agences onusiennes ont procédé à des largages aériens de nourriture et d'eau potable dans les zones isolées.
32 personnes sont mortes dans les inondations et les glissements de terrain dans le Honduras, et au moins 13 sont rapportées disparues. Selon le comité d'urgence civil Hondurien (le COCEP), des douzaines de ponts ont été emportés et au moins 2 000 maisons ont été détruites.

### Belize
Cinq pêcheurs qui étaient sur la mer sont rapportés disparus. Trois personnes ont été tuées dans l'écrasement de leur avion, malmené par les intempéries. Le Belize continental a été relativement épargné.